# Horodnic de Sus
Horodnic de Sus è un comune della Romania di 4 845 abitanti, ubicato nel distretto di Suceava, nella regione storica della Bucovina. 
Nel 2003 il preesistente comune di Horodnic è stato suddiviso nei due comuni di Horodnic de Jos e Horodnic de Sus.